# FIFA-Klub-Weltmeisterschaft 2006
Die FIFA-Klub-Weltmeisterschaft 2006 (engl.: FIFA Club World Cup 2006) war die dritte Austragung dieses weltweiten Fußballwettbewerbs für Vereinsmannschaften und fand vom 10. bis 17. Dezember erneut in Japan statt.

## Modus
Gegenüber dem Vorjahr gab es keine Änderungen am Austragungsmodus. Das Turnier wurde wieder mit den Siegern der sechs kontinentalen Meisterwettbewerbe auf Klubebene aus Asien, Afrika, der CONCACAF-Zone, Südamerika, Europa und Ozeanien im K.-o.-System ausgetragen. In acht Tagen fanden insgesamt sieben Spiele statt. Dabei waren die Teams aus Europa und Südamerika wieder für das Halbfinale gesetzt und bestritten nur je zwei Spiele. Die anderen vier Teams ermittelten in zwei Viertelfinalpartien die anderen beiden Teilnehmer für das Halbfinale.
Aufgrund des Wechsels des australischen Fußballverbands von der OFC zur AFC und der damit geringeren Spielstärke der OFC-Klubs wurde Anfang 2006 eine Regeländerung vorgeschlagen. Der Sieger des OFC Champions Cup sollte in einer Vorrunde gegen den japanischen Meister um einen Platz im Viertelfinale spielen. Diese Änderung wurde jedoch vom FIFA-Exekutiv-Ausschuss vorerst abgelehnt.

## Spielstätten
| Toyota-Stadt |

| Yokohama |

| Tokio |

| Toyota-Stadt |

| Yokohama |

| Tokio |

## Teilnehmer
| Klub                       | Qualifikation                 | Kontinentalverband |
| -------------------------- | ----------------------------- | ------------------ |
| Jeonbuk Hyundai Motors     | AFC Champions League 2006     | AFC                |
| al Ahly SC                 | CAF Champions League 2006     | CAF                |
| Club América               | CONCACAF Champions’ Cup 2006  | CONCACAF           |
| Internacional Porto Alegre | Copa Libertadores 2006        | CONMEBOL           |
| Auckland City FC           | OFC Champions Cup 2006        | OFC                |
| FC Barcelona               | UEFA Champions League 2005/06 | UEFA               |

## Das Turnier im Überblick
| Spiel            | Datum        | Ortszeit  | Stadion              | Mannschaft 1           | Ergebnis  | Mannschaft 2               |
| ---------------- | ------------ | --------- | -------------------- | ---------------------- | --------- | -------------------------- |
| Viertelfinale    | 10. Dezember | 19:20 Uhr | Toyota-Stadion       | Auckland City FC       | 0:2 (0:0) | al Ahly SC                 |
| Viertelfinale    | 11. Dezember | 19:20 Uhr | Olympiastadion Tokio | Jeonbuk Hyundai Motors | 0:1 (0:0) | Club América               |
| Halbfinale       | 13. Dezember | 19:20 Uhr | Olympiastadion Tokio | al Ahly SC             | 1:2 (0:1) | Internacional Porto Alegre |
| Halbfinale       | 14. Dezember | 19:20 Uhr | Nissan-Stadion       | Club América           | 0:4 (0:2) | FC Barcelona               |
| Spiel um Platz 5 | 15. Dezember | 19:20 Uhr | Olympiastadion Tokio | Auckland City FC       | 0:3 (0:2) | Jeonbuk Hyundai Motors     |
| Spiel um Platz 3 | 17. Dezember | 16:20 Uhr | Nissan-Stadion       | al Ahly SC             | 2:1 (0:1) | Club América               |

### Finale
| Internacional Porto Alegre                                  | Internacional Porto Alegre | FC Barcelona | FC Barcelona |
| ----------------------------------------------------------- | --- | --- | ------------ |
| Internacional Porto Alegre                                  | \| 17. Dezember 2006 um 19:20 Uhr in Yokohama (Nissan-Stadion) \| \| Ergebnis: 1:0 (0:0) \| \| Zuschauer: 67.128 \| \| Schiedsrichter: Carlos Batres ( Guatemala) \|                                                   | \| 17. Dezember 2006 um 19:20 Uhr in Yokohama (Nissan-Stadion) \| \| Ergebnis: 1:0 (0:0) \| \| Zuschauer: 67.128 \| \| Schiedsrichter: Carlos Batres ( Guatemala) \| | FC Barcelona |
| Internacional Porto Alegre                                  | Clemer – Ceará, Índio, Fabiano Eller, Rubens Cardoso – Wellington Monteiro, Alex (46. Fabian Vargas), Edinho, Fernandão (76. Adriano Gabiru) – Pedro Iarley, Alexandre Pato (61. Luiz Adriano) Cheftrainer: Abel Braga | Víctor Valdés – Gianluca Zambrotta (46. Belletti), Rafael Márquez, Carles Puyol , Giovanni van Bronckhorst – Thiago Motta (59. Xavi), Deco, Andrés Iniesta – Eiður Guðjohnsen (88. Santiago Ezquerro), Ludovic Giuly, Ronaldinho Cheftrainer: Frank Rijkaard ( Niederlande) | FC Barcelona |
| Internacional Porto Alegre                                  | 1:0 Adriano Gabiru (82.) | | FC Barcelona |
| Internacional Porto Alegre                                  | Índio (45.), Adriano (84.), Iarley (90.+3') | Thiago Motta (55.) | FC Barcelona |
| 17. Dezember 2006 um 19:20 Uhr in Yokohama (Nissan-Stadion) | | |              |
| Ergebnis: 1:0 (0:0)                                         | | |              |
| Zuschauer: 67.128                                           | | |              |
| Schiedsrichter: Carlos Batres ( Guatemala)                  | | |              |

## Statistik
| Rang | Klub                       |
| ---- | -------------------------- |
| 1    | Internacional Porto Alegre |
| 2    | FC Barcelona               |
| 3    | al Ahly SC                 |
| 4    | Club América               |
| 5    | Jeonbuk Hyundai Motors     |
| 6    | Auckland City FC           |

| Rang | Spieler           | Klub                       | Tore |
| ---- | ----------------- | -------------------------- | ---- |
| 1    | Mohamed Abo Treka | al Ahly SC                 | 3    |
| 2    | Flávio Amado      | al Ahly SC                 | 2    |
| 3    | Ricardo Rojas     | Club América               | 1    |
|      | Salvador Cabañas  | Club América               | 1    |
|      | Ronaldinho        | FC Barcelona               | 1    |
|      | Eiður Guðjohnsen  | FC Barcelona               | 1    |
|      | Rafael Márquez    | FC Barcelona               | 1    |
|      | Deco              | FC Barcelona               | 1    |
|      | Alexandre Pato    | Internacional Porto Alegre | 1    |
|      | Adriano Gabiru    | Internacional Porto Alegre | 1    |
|      | Luiz Adriano      | Internacional Porto Alegre | 1    |
|      | Zé Carlos         | Jeonbuk Hyundai Motors     | 1    |
|      | Lee Hyun-seung    | Jeonbuk Hyundai Motors     | 1    |
|      | Kim Hyeung-bum    | Jeonbuk Hyundai Motors     | 1    |

## Ehrungen

### „adidas“ Goldener Ball
Der "Goldene Ball" für den besten Spieler des Turniers ging an den Portugiesen Deco vom FC Barcelona. Der "Silberne Ball" ging an den Brasilianer Pedro Iarley vom SC Internacional und der "Bronzene Ball" mit Ronaldinho von FC Barcelona an einen weiteren Brasilianer.

### FIFA-Fair-Play-Trophäe
Den Fair-Play-Preis für sportlich korrektes Auftreten auf und außerhalb des Rasens erhielt der FC Barcelona.